# Eva Ibbotson
Maria Charlotte Michelle Wiesner, més coneguda com a Eva Ibbotson, (Viena, 1925 - Newcastle upon Tyne, 2010) fou una escriptora britànica, d'origen jueu. De molt jove va marxar amb el seu pare a Escòcia abans que Hitler expulsés els jueus del país. Es va casar i té quatre fills. Ha treballat de mestra durant molts anys.
El 1965 va començar a escriure per a la televisió i el 1975 va publicar la seva primera novel·la The Great Gost Rescue.
Eva Ibbotson ha escrit nombrosos llibres per a adults, joves i infants. The Secret of Platform 13 és un dels seus llibres més coneguts, publicat abans que el primer volum de Harry Potter que mostra una clara influència sobre l'escriptora J. K. Rowling.
Els seus llibres es distingeixen per la imaginació i l'humor on hi apareixen criatures màgiques en entorns sorprenents. L'amor a la natura també és present en molts dels seus llibres com és el cas de Journey to the River Sea dedicat al seu marit.